# Badr Wannous
Pour les articles homonymes, voir Wannous.
Badr Wannous (en arabe : بدر كامل ونّوس) est un homme politique libanais né à Tripoli (Liban) en 1941 et mort le 5 janvier 2017 à l'âge de 76 ans.

## Biographie
Badr Wannous naît en 1941, dans le quartier de Tebbané à Tripoli (Liban).
Avocat, membre du Courant du Futur de Rafiq Hariri, il apparaît sur la scène politique au cours du printemps 2005, lorsqu’il présente sa candidature aux élections législatives. Il est élu député alaouite de Tripoli sur la liste de l'Alliance du 14 Mars.
Il siège dans de nombreuses commissions parlementaires et au sein du bloc parlementaire du Courant du Futur dirigé par Saad Hariri.
Badr Wannous meurt le 5 janvier 2017, à l'âge de 76 ans, des suites d'une longue maladie. Il est enterré le lendemain dans le village de Dhour el-Haoua (Koura).